# Sinfonia n. 4 (Haydn)
La Sinfonia n. 4 in Re maggiore, Hoboken I/4, di Joseph Haydn è stata scritta tra il 1757 ed il 1761.
È stata composta per un'orchestra di 2 oboi, fagotto, 2 corni, archi e basso continuo. Come di consueto per il periodo in cui fu scritta, questa sinfonia si presenta in tre movimenti:
1. Presto, 4/4
2. Andante in Re minore, 2/4
3. Tempo di Minuetto, 3/8

L'incantevole movimento lento si svolge al modo di una serenata malinconica, dall'ampio sviluppo melodico, sostenuto dall'accompagnamento sincopato dei secondi violini.
Il finale è un Tempo di Minuetto, ma non è nel tempo classico di 3/4, ma in 3/8 che è il tempo usato nei finali delle sinfonie giovanili di Haydn. Inoltre, a differenza degli altri minuetti, il movimento non ha una sezione centrale di Trio.